# Приморський районний суд міста Одеси
Приморський районний суд міста Одеси — місцевий загальний суд першої інстанції, найбільший суд міста Одеси, а також один з найбільших судів в Україні. До повноважень суду відноситься розгляд цивільних, адміністративних та кримінальних справ, а також адміністративні правопорушення.
В Приморському районі міста Одеси зосереджені майже всі місцеві органи влади, місцевого самоврядування, правоохоронні органи міста Одеси та Одеської області, які за територію відносяться до Приморського районного суду, роблячи його центральним судом регіону.

## Історія
З липня 1944 року в місті Одеса діяли Сталінський, Ворошиловський та Кагановичський народні суди.
У 1957 році на базі Качагановський народного суду було створено народний суд Приморського району міста Одеси.
У 1958 році на заміну ліквідованого народного суду Ворошиловського району міста Одеси створено народний суд Центрального району міста Одеси.
У 1961 році на заміну народного суду Сталінського району міста Одеси створено народний суд Жовтневого району міста Одеси.
Усі три суди утворювалися на засадах виборності суддів і народних засідателів. Народні судді обиралися громадянами на основі загального, рівного і прямого виборчого права таємним голосуванням на п'ять років. Народні засідателі обиралися на зборах громадян за місцем їх роботи або проживання відкритим голосуванням терміном на два з половиною роки. Зазначалося, що судді й народні засідателі є відповідальними перед виборцями або органами, що їх обрали, звітують перед ними й можуть бути відкликані з посад.
В зв'язку з прийняттям Закону України «Про судоустрій України» від 05 червня 1981 року народні районні суди Приморського, Центрального та Жовтневого були перейменовані на загальні місцеві суди Приморського, Центрального та Жовтневого району відповідно.
Відповідно Указу Президента України № 41/2003 від 25 січня 2003 року «Про внесення змін до Мережі та кількісного складу суддів місцевих судів», утворено Приморський районний суд міста Одеси у складі 29 суддів на заміну ліквідованих Жовтневою, Центрального та Приморського судів міста Одеси.
З дня заснування новоутвореного Приморського районного суду міста Одеси керівництво діяльністю суду здійснював Головченко Олександр Миколайович. 4 жовтня 1997 року йому присвоєне почесне звання «Заслужений юрист України». 01 листопада 2005 року звільнений з посади голови Приморського районного суду міста Одеси в зв'язку з поданням заяви про відставку.
Відповідно до указу Президента України від 16 травня 2006 року № 399/2006 на посаду голови Приморського районного суду міста Одеси призначений Кічмаренко Сергій Миколайович, який обіймає посаду до цього часу.
В лютому 2021 року в суддя Віктор Попревич розглядав у цьому суді справу проти українського активіста Сергія Стерненка, що викликала великий ажіотаж та протести проти рішення судді.

## Керівництво
- Голова суду —Коваленко Вадим Миколайович
- Заступник Голови — Іванов Віктор Васильович
- Заступник Голови — Абухін Руслан Дмитрович
- Керівник апарату (завідувач секретаріатом) — Німас Інна Ярославівна
- Заступник керівника апарату — Чуков Леонід Володимирович

## Судді, помічник судді

### Керівництво апарату
- Керівник апарату суду
- Заступник керівника апарату суду

### Апарат
- Помічник голови суду
- Секретар судового засідання
- Консультант суду
- Судовий розпорядник
- Головний спеціаліст
- Головний спеціаліст з режимно-секретної роботи
- Завідувач господарством
- Прибиральниця
- Робітник

### Канцелярія
- Старший секретар суду
- Секретар суду
- Архіваріус
- Діловод[7]